# Repubblica dell'Idel'-Ural
La Repubblica dell'Idel'-Ural (in tataro Идел-Урал штаты, İdel-Ural ştatı; in russo Урало-Волжский штат?, Uralo-Volžskij štat, nota anche come Штат Идель-Урал, Štat Idel'-Ural) fu una delle Repubbliche nate con lo scioglimento dell'Impero russo in seguito alla rivoluzione d'ottobre.  Il nome Idel'-Ural significa Volga-Urali in lingua tatara. Comprendeva le regioni della Baschiria, Ciuvascia, Mari El, Mordovia, Tatarstan, Udmurtia, di lingua tatara. Si considerava l'erede del Khanato di Kazan'. Fu proclamata il 2 dicembre 1917 durante il Congresso dei musulmani di Russia e Siberia. Già il 5 maggio all'università di Kazan' una rappresentanza delle popolazioni tartare aveva dichiarato l'intento di creare uno Stato tartaro indipendente. Ad essa si unirono successivamente anche i tedeschi del Volga e le popolazioni ugro finniche circostanti non musulmane. Abolita dall'Armata Rossa nell'aprile 1918 che la rifondò come RSS Transbolaqia, la Repubblica fu restaurata in luglio con l'aiuto della Legione Ceca antibolscevica, per essere definitivamente eliminata il 22 dicembre dalle truppe bianche di Aleksandr Vasil'evič Kolčak durante la rivolta di Omsk. Alla fine del 1919 i bolscevichi vi crearono la RSSA Tatara, ma le popolazioni continuarono una lotta clandestina fino al 1929, ed ebbe un governo in esilio in Finlandia, che durante la seconda guerra mondiale appoggiò l'invasione tedesca con la Wolgatatarische Legion.
La capitale fu Kazan'.